# Helia anguinea
Helia anguinea är en fjärilsart som beskrevs av Felder 1854. Helia anguinea ingår i släktet Helia och familjen nattflyn. Inga underarter finns listade i Catalogue of Life.